# Горбаков, Магомед-Башир Батырович
Магомед-Башир Батырович Горбаков (род. 8 октября 1999, Назрань, Ингушетия) — российский футболист, полузащитник молдавского клуба «Динамо-Авто».

## Карьера
Воспитанник ингушского футбола. В 18 лет попал в заявку основной команды «Ангушт», однако по ходу сезона 2017/18 в составе не появился. Некоторое время выступал на любительском уровне за «Магас-ИнгГУ» Назрань. В июне 2019 года переехал в Молдавию, где подписал контракт с коллективом из Национальной дивизии «Динамо-Авто». Дебютировал в первом матче 1/8 финала Кубка Молдавии против кирсовского «Маяка» (8:0). 15 сентября впервые сыграл в чемпионате — провёл полную встречу против клуба «Сфынтул Георге» (0:1).